# Freundinnen – Jetzt erst recht
Freundinnen – Jetzt erst recht ist eine deutsche Seifenoper. Sie wurde von der UFA Serial Drama produziert und lief vom 27. August 2018 bis 12. April 2019 montags bis freitags im Nachmittagsprogramm des deutschen Privatsenders RTL. Danach wurden bis Ende Juni 2019 auf dem gleichen Sendeplatz Wiederholungen gezeigt.

## Handlung
Im Mittelpunkt stehen vier Frauen, Tina, Kaya, Nadine und Heike, die seit Kindheitstagen miteinander befreundet sind. Die alleinerziehende Mutter Tina wurde von ihrem Mann betrogen und schließlich für dessen Affäre verlassen und beginnt damit, ihr Leben neu zu sortieren. Bei einem Abend mit ihren Freundinnen lernt sie Christian kennen und es funkt gewaltig zwischen beiden, sodass sie im weiteren Verlauf zusammenkommen. Kaya dagegen ist seit 20 Jahren mit ihrem Mann glücklich verheiratet und übt die Rolle der strukturierten Hausfrau aus, ehe sie von der Finanzkrise von Dirks Firma erfährt. Aus einer Kurzschlussreaktion heraus pachtet sie ein Nagelstudio. Nadine ist die Frohnatur in der Gruppe und wartet gespannt auf den langersehnten Antrag ihres Freundes Klaus. Als er so weit ist, findet sie in Heike ihre Trauzeugin und plant seitdem ihre Hochzeit. Zum Schluss gibt es noch die erfolgreiche Bankangestellte Heike, die privat auf unverbindliche Affären setzt und trotz ihrer direkten Kommentare immer für ihre Freundinnen einsteht.

## Besetzung

### Hauptdarsteller
| Darsteller             | Rollenname                | Folge   | Jahr(e)   | Bemerkungen |
| ---------------------- | ------------------------- | ------- | --------- | --- |
| Shirin Soraya          | Kaya Neumann              | 1–159   | 2018–2019 | Pächterin eines Nagelstudios Mutter von Kaan, Ehefrau von Dirk, Ex-Affäre von Johannes, beste Freundin von Tina |
| Sarah Victoria Schalow | Nadine Brück              | 1–159   | 2018–2019 | Angestellte in einer Schneiderei Freundin von Martin, Ex-Verlobte von Klaus, beste Freundin von Heike |
| Katrin Höft            | Heike Schmitz             | 1–159   | 2018–2019 | Bankangestellte und stellv. Filialleiterin der „GUFA-Bank“ Tochter von Johannes, Halbschwester von Danni, Freundin von Florian, Ex-Affäre von Maik, beste Freundin von Nadine                                                                          |
| Franziska Arndt        | Tina Lorenz, geb. Mertens | 1–150   | 2018–2019 | Mitarbeiterin bei Slavos Imbiss Mutter von Leon und Hannah, Tochter von Uschi, Freundin von Christian, Ex-Frau von Stefan, beste Freundin von Kaya; begleitet Christian für ein halbes Jahr nach Buenos Aires Gastauftritte: Folgen 154 & 159 (Stimme) |
| Tim Olrik Stöneberg    | Stefan Lorenz             | 1–159   | 2018–2019 | Teilhaber eines Sanitärbetriebs Vater von Leon und Hannah, Freund von Britta, Ex-Mann von Tina, bester Freund von Dirk |
| Jens Kipper            | Dirk Neumann              | 1–148   | 2018–2019 | Teilhaber eines Sanitärbetriebs Vater von Kaan, Bruder von Ralf, Ehemann von Kaya, bester Freund von Stefan |
| Sascha Rotermund       | Christian Alberts         | 1–150   | 2018–2019 | Anwalt Freund von Tina, Ex-Freund von Senta, bester Freund von Florian; verreist für ein halbes Jahr geschäftlich nach Buenos Aires Gastauftritt: Folge 159 (Videochat)                                                                                |
| Moritz Reinisch        | Kaan Neumann              | 3–159   | 2018–2019 | Schüler Sohn von Kaya und Dirk, Neffe von Ralf, Freund von Hannah, bester Freund von Leon |
| Ben Engel              | Klaus Heck                | 3–109   | 2018–2019 | Paketbote Sohn von Sigrid, Ex-Verlobter von Nadine; zieht nach der Trennung von Nadine nach Köln |
| Leon Seidel            | Leon Lorenz               | 4–159   | 2018–2019 | Auszubildender im Sanitärbetrieb Sohn von Tina und Stefan, Bruder von Hannah, Enkel von Uschi, bester Freund von Kaan |
| Katharina Gieron       | Hannah Lorenz             | 4–159   | 2018–2019 | Schülerin Tochter von Tina und Stefan, Schwester von Leon, Enkelin von Uschi, Freundin von Kaan |
| Isabel Vollmer         | Britta Roth               | 10–159  | 2018–2019 | Verkäuferin im Schuhgeschäft Freundin von Stefan |
| Bastian Semm           | Florian Berger            | 18–159  | 2018–2019 | Filialleiter der „GUFA-Bank“ Verlobter von Heike, bester Freund von Christian |
| Yvonne Pferrer         | Danni Schmitz             | 45–159  | 2018–2019 | Bloggerin und Angestellte in Kayas Nagelstudio Halbschwester von Heike, Ex-Freundin von Maik |
| Stefan Bockelmann      | Malte Winter              | 116–159 | 2019      | Rolle aus Unter uns Eigentümer des Bistros „Dolce Vita“ Ex-Mann von Caro |

### Nebendarsteller
| Darsteller            | Rollenname            | Folge   | Jahr(e)   | Bemerkungen                                                                                               |
| --------------------- | --------------------- | ------- | --------- | --- |
| Antje Lewald          | Uschi Mertens         | 1–159   | 2018–2019 | Reinigungskraft Mutter von Tina, Großmutter von Leon und Hannah                                           |
| Michael Keseroglu     | Mario Donati          | 1–115   | 2018–2019 | ehemaliger Eigentümer des Bistros „Dolce Vita“ übernimmt das Restaurant seines Onkels in Italien          |
| Martin Bross          | Slavo Basic           | 1–159   | 2018–2019 | Inhaber eines Imbisses                                                                                    |
| Franz-Jürgen Zigelski | Dr. Günther Meyerling | 5–23    | 2018      | ehemaliger Filialleiter der „GUFA-Bank“ tritt in den Ruhestand                                            |
| Miloš Vuković         | Paco Weigel           | 78–94   | 2018–2019 | Rolle aus Unter uns Witwer von Elli; führt seinen Road-Trip fort                                          |
| Claudia Gaebel        | Senta Jacobi          | 95–142  | 2019      | Anwältin Ex-Freundin von Christian; kehrt nach Abschluss des Falls in Grevenbroich nach Düsseldorf zurück |
| Stephan Schill        | Johannes Hoffmann     | 124–152 | 2019      | Vater von Heike, Ex-Affäre von Kaya                                                                       |

## Rezeption
Verschiedene Medien zogen Vergleiche mit Sex and the City, darunter der Kölner Stadt-Anzeiger und die Westdeutsche Allgemeine Zeitung. Die Serie wurde in Grevenbroich an realen Schauplätzen und nicht im Studio gedreht.
Die Sendung war, wie auch die gescheiterte Serie Ahornallee aus dem Jahr 2007, ein Versuch des Senders RTL, im Nachmittagsprogramm eine zweite Daily Soap neben Unter uns zu etablieren.
Die Einschaltquoten der Serie waren von Anfang an für den Sender nicht zufriedenstellend. Nach dem Ende der ersten Staffel schlossen sich – ungewöhnlich für eine tägliche Serie – nicht direkt neue Folgen an. Stattdessen wurden auf demselben Sendeplatz Wiederholungen älterer Folgen gezeigt. Ob es eine weitere Staffel geben würde, ließ der Sender zunächst offen, allerdings wurde bereits Ende Mai 2019 angekündigt, dass ab Herbst 2019 die neue tägliche Serie Herz über Kopf auf dem bisherigen Sendeplatz von Freundinnen gezeigt werden soll. Nachdem die Einschaltquoten der Wiederholungen noch weiter sanken, stellte der Sender die Ausstrahlung Ende Juni 2019 ein und verkündete am 2. Juli 2019, dass es keine weitere Staffel geben würde.

## Crossover
Stefan Bockelmanns Rolle Malte Winter erzählte eine Figur weiter, die zuvor 16 Jahre lang im Hauptcast der Serie Unter uns zu sehen war. Weitere Darsteller aus dieser Serie waren in Gastauftritten zu sehen, in denen sie ebenfalls ihre aus Unter uns bekannten Figuren spielten: Im Dezember 2018 und Januar 2019 Miloš Vuković in der Rolle des Paco Weigel, und im Februar und März 2019 Kai Noll als
Rufus Sturm. Neben diesen direkten Crossovers gibt es weitere Gemeinsamkeiten: So arbeitet die Figur Heike Schmitz bei der GUFA-Bank, einem fiktiven Geldinstitut, das auch bei Gute Zeiten, schlechte Zeiten, Alles was zählt, Unter uns und Alarm für Cobra 11 – Die Autobahnpolizei zu sehen ist. Außerdem wird in Folge 97 und 98 die Modemarke Petucci thematisiert, die ebenfalls aus Unter uns bekannt ist. Durch diese Verbindungen teilt sich Freundinnen – Jetzt erst recht ein Serienuniversum mit den genannten Formaten, und damit indirekt auch mit Der Puma – Kämpfer mit Herz, Großstadtträume, Hinter Gittern – Der Frauenknast und SK-Babies.